# 끄룽타이은행 FC
끄룽타이 은행 FC(태국어: สโมสรฟุตบอลธนาคารกรุงไทย, 영어: Krung Thai Bank FC)는 방콕을 연고로 하던 태국의 축구 클럽이다. 1977년에 끄룽타이 은행 산하 축구단으로 창단했으며 타이 프리미어리그에 참여했다. 2009년 1월에 방콕 글라스 FC에 매각되면서 해체되었다.

## 성적
- 타이 프리미어리그: 우승 2회 (2003, 2004)
- 타이 디비전 1 리그: 우승 1회 (1997)
- 퀸스컵: 준우승 2회 (2006, 1988)
- 꼬르 로얄컵: 우승 2회 (1988, 1989)